# 白乙丙
白乙丙（？—？），蹇叔之子，蹇氏，名丙，字白乙。另有一說，姓白，字乙，名丙。為春秋時秦國將領，白居易稱其為「白氏之祖」。

### 姓名說法
《經義述聞．春秋名字解詁》中寫到白乙丙「姓白，字乙，名丙」。
僖公三十二年寫作「白乙」，三十三年後寫「白乙丙」，《經義述聞》解釋作古人連帶稱呼名、字者，皆先字後名。

## 生平

#### 殽之戰
秦穆公三十二年（前628年），百里孟明帶領白乙丙、西乞術攻打鄭國，蹇叔分析情勢之後，與百里奚哭送軍隊，並嘆此軍一去，不見回鄉。兩人對他們預言，秦軍若會戰敗，則必敗於殽地。
白乙丙等人行軍至滑（今河南偃師西南），途中遭鄭國商人弦高所欺，弦高認為鄭國有危險，便以犒勞之名贈秦軍十二頭牛，為求拖延時間派人通知鄭國，後來三位將領以為鄭國已有防備，於是放棄攻鄭、順道滅滑。
然而，滑屬於晉的勢力範圍，且當時晉文公尚未下葬，太子襄公認為秦「因喪破我滑」而怒，於是晉國突襲秦軍。孟明、白乙丙、西乞術等三位將領在殽之戰中伏，全軍覆没，三將被晉兵所擒，但是在晉太后文嬴（秦穆公之女、晉文公之正妻）以「穆公怨恨三人入骨，希望放他們回去給君王懲處」為由強力干預，晉襄公不得已將孟明、西乞術、白乙丙等三位將領釋放。
白乙丙等人歸秦後，秦穆公穿白衣迎之，向他們三人責備自己不聽百里奚、蹇叔之言，並希望他們悉心雪恥、不得怠慢。

#### 後續戰役
穆公三十四年，白乙丙又隨百里孟明、西乞術公攻打晉國，晉軍在彭衙（今陝西省白水縣東北）擊破秦軍，即彭衙之戰。同年冬，晉軍聯合宋國、陳國、鄭國討伐秦國。
穆公三十六年，白乙丙一行人再次發動伐晉，為展現決心而渡河焚船，終於大敗晉人，取王官、鄗地，成功替殽之役雪恥，是謂王官之戰。後來晉人皆守城不出，於是穆公從茅津（在陝州河北縣、大陽縣也，即今日河南省內）渡河至殽，為殽之戰時死亡的將士舉行葬禮，哭之三日。
據說白乙丙因立功勳升為大夫。

### 白氏之祖
《四庫全書總目提要．史部．八旗滿洲氏族通譜》，以及常耀華、李洪波編著的《中華文化史十七講》中，皆提及白居易在其自序《家狀》裡，稱自己的祖先承自楚 白公勝，與秦 白乙丙、白起一脈相承，但顧炎武認為其跨越千年而續譜，可信度不高，言「曾謂樂天而不考古ㄧ至此哉！」。